# Ім'я любов
«Ім'я любов» (тур. Adı Sevgi) — драматичний турецький телесеріал 2022 року. В головних ролях Юнус Емре Йилдиример та Гізем Гюнеш. Перша серія вийшла в ефір 13 березня 2022 року режисера Садуллаха Селена. Серіал завершився 11-ю серією, яка вийшла в ефір 22 травня 2022 року. 

## Сюжет
У серіалі порушено тему несправедливого ставлення до представниць жіночої статі. Також підніметься важливе питання, від якого залежить майбутнє життя молодих героїнь. Туреччина дуже гарна країна, але тут є особливий колорит, і багато жителів дотримуються суворих звичаїв. Дуже часто дівчат видають заміж у ранньому віці і при цьому ніхто не зважає на їхні почуття. Багато хто з них мріяв про те, щоб здобути свободу та освіту. Адже так можна було б реалізувати себе та стати справжнім професіоналом у обраній сфері.
У центрі уваги опинилися учениці старшої школи. Щойно настає ранок, то їм доводиться долати не малий шлях для того, щоб дістатися навчального закладу. Але часом цей шлях може призвести до непередбачуваних наслідків. Іноді дівчата наражаються на серйозну небезпеку і стикаються з насильством. І коли таке відбувається, то вони вже готові розпрощатися зі своїми мріями і змиритися зі своєю долею. Тоді проти власної волі вони кидають школу і виходять заміж.
Іноді героїні збираються в групи, щоб убезпечити себе. Але й дана міра не завжди призводить до необхідних результатів. Оточуючі чудово обізнані з тим, що відбувається в їхніх районах.

## Актори та ролі
| Актор                | Роль           |
| -------------------- | -------------- |
| Юнус Емре Йилдиример | Емір Байкара   |
| Гізем Гюнеш          | Еліф Тюркан    |
| Мерт Доган           | Волкан Байкара |
| Асья Касап           | Зейнеп Айдан   |
| Фатіх Ал             | Екрем Байкара  |
| Нихан Бююкаач        | Макіде Байкара |
| Асена Кескинджи      | Гюлендам Айдан |
| Сіла Коркмаз         | Есма Айдан     |
| Ілкер Самі Килич     | Догукан        |
| Арзу Оруч Гюлер      | Лейла          |
| Окдай Корунан        | Захіт Конаклі  |
| Есат Полат Гюлер     | Мехмет Айдан   |
| Мехтап Байрі         | Шукран Озер    |
| Кюршат Демір         | Ферді Озер     |
| Лара Домак           | Фідан Озер     |
| Ханде Каптан         | Озлем          |
| Чагкан Чулха         | Левент         |

## Сезони
| Сезон          | Епізоди | Епізоди | Оригінальний показ | Оригінальний показ | Оригінальний показ |
| Сезон          | Епізоди | Епізоди | Перший показ       | Останній показ     | Мережа             |
| -------------- | ------- | ------- | ------------------ | ------------------ | ------------------ |
| Сезон 1 (2022) | 11      | 11      | 13 березня 2022    | 22 травня 2022     | kanal atv          |

## Рейтинги серій

### Сезон 1 (2022)
| Серія      | Рейтинг (Total) | Рейтинг (AB) | Рейтинг (ABC1) |
| ---------- | --------------- | ------------ | -------------- |
| 1          | 4.59            | 2.28         | 3.19           |
| 2          | 5,97            | 2.01         | 3.68           |
| 3          | 4.30            | 1.59         | 2.76           |
| 4          | 3.69            | 1.86         | 2.57           |
| 5          | 3.13            | 1.32         | 2.33           |
| 6          | 3.17            | 1.41         | 2.28           |
| 7          | 3.13            | 1.43         | 1,99           |
| 8          | 3.34            | 1.54         | 1,78           |
| 9          | 2.64            | 1.47         | 1.83           |
| 10         | 2.54            | 1.04         | 1,72           |
| 11 (фінал) | 2.93            | 1.31         | 1,80           |